# Les Toits (Staël)
Les Toits  est une huile sur isorel de Nicolas de Staël réalisée en janvier 1952, à Paris. Le tableau était initialement nommé Ciel de Dieppe.

## Contexte
En février 1952, Staël expose à Londres à la Matthiesen Gallery. Parmi les vingt-six tableaux exposés, se trouvent Les Toits. Mais l'accueil du public britannique est des plus réservé, bien que Staël ait choisi parmi ses toiles des œuvres majeures. Le vernissage, très mondain, débouche sur peu de ventes. Les critiques d'art restent également sur la réserve. Il semble que l'on ne sache pas trop quoi penser de ce peintre. Les uns comme, Denys Sutton, y voient « une aura métaphysique dans le lignage romantique. » D'autres s'engagent carrément comme John Russel qui va jusqu'à affirmer : « Ce sont des peintures dans lesquelles le peintre risque tout : c'est à nous de prendre le risque, et de magnifier une heure de vie irremplaçable en allant les voir . »
La Tate Gallery se déclare intéressée par l'achat de ce tableau, puis finalement, elle renonce. Cette attitude britannique fait douter Staël qui se remet en question. Il confie à Pierre Lecuire qu'il s'est aperçu que « (...) peut-être il manquait de sens créatif, il se reprochait trop de jeté, pas assez de travail spéculatif. »

## Description
À propos de ce grand format, André Fermigier écrit dans  Le Nouvel Observateur  N° 403 de 1972, p 34 : « (… après les petites toiles précieuses, miniatures, havre de grâce, (...) Staël aboutit à la synthèse monumentale des Toits de Paris, année où le peintre franchit le rubicon et, faisant fi du terrorisme abstrait qui régnait à l'époque dans les milieux d'avant-garde,  il attire à lui d'un geste souverain toute la diversité mouvante du réel. »
Nicolas de Staël ne pouvait se satisfaire du carcan de la géométrie et de l'abstraction. Aussi Les Toits" reprennent-ils les pavements de mosaïques de La Ville blanche. Les tesselles bleues, grises, tirant parfois vers l'ocre, semblent flotter dans un magma liquide. Ce qui fixe définitivement l'ensemble des tesselles et des sept pavés dans le bas du tableau, c'est le ciel qui occupe les deux tiers du tableau .